# Mar-Mac
Mar-Mac es un lugar designado por el censo ubicado en el condado de Wayne en el estado estadounidense de Carolina del Norte. Es sede del condado de Wayne. La localidad en el año 2000, tenía una población de 3.004 habitantes en una superficie de 11,4 km², con una densidad poblacional de 263,6 personas por km².

## Geografía
Mar-Mac se encuentra ubicado en las coordenadas 35°19′53″N 78°2′48″O / 35.33139, -78.04667. Según la Oficina del Censo, la localidad tiene un área total de 11,4 km² (4,4 mi²), de la cual 11,4 km² (4,4 mi²) es tierra y 0,1 km² (0 mi²) (0.68%) es agua.

### Localidades adyacentes
El siguiente diagrama muestra a las localidades en un radio de 20 kilómetros (12,4 mi) de Mar-Mac.

## Demografía
En el 2000 la renta per cápita promedia del hogar era de $40.145, y el ingreso promedio para una familia era de $43.235. El ingreso per cápita para la localidad era de $18.794. En 2000 los hombres tenían un ingreso per cápita de $30.279 contra $21.715 para las mujeres. Alrededor del 7.20% de la población estaba bajo el umbral de pobreza nacional.